# Pushing Tin
 Pushing Tin és una comèdia dramàtica estatunidenco-alemanya dirigida per Mike Newell el 1999.
Le Monde va escriure en la seva crítica de la pel·lícula «Hi ha a Pushing Tine un embrió de pel·lícula que hauria pogut ser interessant sobre el microcosmos dels controladors aeris. Aquesta part documental s'espatlla per candides intrigues amoroses. ».

## Argument
Nick Falzone treballa en el centre de control de trànsit aeri de la terminal de l'aeroport de Nova York. TRACON és la caòtica instal·lació de tràfic aeri de Long Island, que dirigeix els més de 7.000 vols al dia que arriben o surten del limitat espai aeri que queda sobre els aeroports Kennedy, LaGuardia i Newark. Nick treballa en les pantalles de radar de Newark, el més congestionat dels tres, i és el millor dels millors. Si no t'ho creus, n'hi ha prou amb preguntar-li.
Així és, fins que Russell Bell (Billy Bob Thornton) arriba a la ciutat. Després de passar per Albuquerque, Phoenix i Denver, Russell - un encreuament entre un cowboy motorista i un mestre Zen - ha arribat a Nova York buscant més tràfic.
És el mateix tipus que una vegada es va mantenir dempeus en arrencar el motor d'un 747 només per veure què se sentia amb la turbulència.
Si li dius boig s'ho prendrà com un compliment.

## Repartiment
- Billy Bob Thornton
- John Cusack
- Jake Weber
- Jake Weber
- Angelina Jolie
- Cate Blanchett